# The Lego Movie 2: The Second Part
The Lego Movie 2: The Second Part (Nederlands: De Lego Film 2) is een Amerikaanse komische animatiefilm uit 2019 onder regie van Mike Mitchell. De film is het vervolg op The Lego Movie (2014). De Amerikaanse versie bevat stemmenwerk van onder meer Chris Pratt, Elizabeth Banks, Will Arnett, Tiffany Haddish en Stephanie Beatriz.

## Verhaal
Nadat Emmet en zijn vrienden het met Lord-Business hebben bijgelegd, verschijnen er DUPLO-aliens in Steenstad. In de eerste instantie worden de helden baldadig, maar Emmet legt uit dat geweld niet meer nodig is en laat met een levensgroot gemaakt hart zien dat de helden vrede willen. De aliens eten dit hart op en al gauw krijgen ze trek in meer van dit soort spullen. De helden zien hun komst niet langer als kennismaking maar als invasie. Met vernietigende gevolgen trekken de aliens door heel Steenstad en slopen alles wat nog overeind staat. Nadat President Business is vertrokken om te golfen, probeert Emmet Lucy gerust te stellen dat "alles nog steeds echt super kan zijn". De aliens vertrekken maar weten met regelmaat terug te komen en daarmee restauratie te dwarsbomen. De Justice League stelt voor om ze te achtervolgen, maar zijn nooit teruggekeerd. 
5 jaar na de invasie hebben de Steenstad-bewoners van de brokstukken van hun stad een nieuwere, volwassenere samenleving gemaakt: Apocalypsestad. Alleen Emmet is nog vrolijk en optimistisch. Wanneer Lucy hem probeert te leren somberen, vertelt Emmet over een visionaire nachtmerrie van een naderend Armamageddin. Vervolgens neemt Emmet Lucy mee naar een nieuw, schattig huis dat hij voor hen heeft gebouwd. Lucy waarschuwt hem echter dat zo'n schattig huis meer buitenaardse wezens zal aantrekken. Meteen daarna zien ze een vallende ster, wat een metalen Duplo-ruimteschip blijkt te zijn. Het ruimteschip merkt ze op en met een wilde achtervolging door Steenstad weten de helden zich veilig achter de poort te verbergen. Voor de poort sluit weet een sterretje, vanuit het ruimteschip, zich vast te klemmen tussen de poort. Emmet ziet dat de ster (overdreven) pijn heeft en besluit de poort een klein stukje te openen om de ster te bevrijden, genoeg voor de commandant om naar binnen te sluipen. Het is Generaal Chaos die de leiders van Apocalypsstad uitnodigt voor een huwelijksceremonie in haar thuisstelsel om 5:15 uur. De helden weigeren maar na een klein gevecht neemt Lieve Chaos iedereen behalve Emmet mee. Emmet probeert de Meesterbouwers de goede reden te geven om iets te doen om Lucy en de rest van zijn vrienden te redden, maar ze weigeren te helpen. Emmet herbouwt zijn huis tot ruimteschip in de hoop de generaal te achtervolgen. 
De helden worden meegevoerd naar het paleis van Koningin Wiedanook Watdanook, een van vorm veranderende koningin van het "Zuster Stelsel". Met een lied probeert ze de helden over te halen van haar niet-gemene bedoelingen, terwijl Wyldstyle sceptisch blijft. Ze vertelt over haar plannen om een huwelijk met de 'vleesmuisman' te houden. Na weigering van Batman besluit de koningin ze 'klaar te stomen' voor de huwelijksceremonie, vooral Wyldstyle om haar sceptische gedrag. 
In de ruimte zet Emmet de achtervolging voort maar lijkt te worden verpletterd door Asteroïden. Hij wordt net op tijd gered door de ruige avonturier Rex Gevarenvest. Na het verhaal van Emmet te hebben gehoord, biedt Rex hulp aan en neemt ze mee naar het Zuster-stelsel. Generaal Chaos neemt de helden mee naar planeet Glitter, waar Balthazar Lucy meeneemt naar een spa, Lucy onthult haar echte haarkleur, neonblauw en fuchsia.
Ondertussen weten Rex en Emmet aan te komen aan een planeet van het Zuster-stelsel. Het lijkt een jungle te zijn bewoond door onbekende aliens, na een achtervolging gebruikt Rex een knalharde klap die de aliens uitschakelt. Al rondkijkend ontdekken Rex en Emmet een klein dorpje, hier blijkt de Justice League zich thuis te houden. De dorpsbewoners overtuigen Emmet te luisteren naar hun muziek die hun houding heeft verandert. 
Tegelijkertijd, op planeet Glitter, probeert Balthazar d.m.v. een lied de helden te hersenspoelen. Dit lukt, behalve bij Lucy, die weet te ontsnappen. Rex en Emmet proberen aan alle gekte van het lied te ontsnappen en het is aan Emmet om een uitgang te 'breken'. Door alle woede van de ontvoering van Lucy lukt het Emmet een gat te breken. Rex en Emmet ontsnappen en belanden in een steenfabriek, hier nemen ze een transportmiddel om Lucy te kunnen vinden. De gehersenspoelde helden, behalve Batman, nemen feestbussen om naar de ruimtetempel te gaan, dé plek waar het huwelijk plaats moet vinden. Lucy kruipt stiekem mee met een feestbus en onderweg merkt ze Emmet en Rex op. Lucy, Emmet en Rex hergroeperen en bedenken een plan het huwelijk te saboteren: het is aan Lucy om alle bewaking uit te schakelen en aan Emmet een grote knal te geven zodat de ruimtetempel in elkaar stort. Intussen nodigt de koningin Batman uit aan tafel, met een lied zegt ze niet op Batman te vallen maar op Superman, vol jaloezie biedt Batman aan om te trouwen. Vermomd als bewaker sluipt Lucy de al voorbereidende koningin voorbij en met een gevecht met Generaal Chaos krijgt ze geen kans de bewaking uit te schakelen terwijl Emmet en Rex klaarstaan. Overtuigd dat Lucy gehersenspoeld is, overtuigt Rex Emmet door te gaan zonder haar. Lucy ontdekt dat de inwoners en de koningin van het Zuster-stelsel niks anders willen dan in harmonie met elkaar te leven. 
Het stenen hart dat Emmet gaf, gaf ze inspiratie om te bouwen wat ze maar wilden. Ondertussen loopt het plan van Rex door en Emmet sluipt rond de ruimtetempel om het uiteindelijk te slopen, net op tijd probeert Lucy Emmet te stoppen. Overtuigd dat Lucy gehersenspoeld is wil Emmet niet naar haar luisteren en weet het huwelijk te saboteren. Al instortend 'redt' Rex Emmet en onthult Rex Emmet uit de toekomst te zijn. Toen Rex als Emmet achter Chaos' aanging was er geen oudere versie om hem te redden, Rex belandde onder "Ondar het Drogarstelsel", letterlijk 'onder een droger'. De tijd verstrijkt dat Rex alleen was en niemand hem kwam redden, hij nam zijn lot in zijn handen en besloot zichzelf te verstoeren tot Rex. Om te zorgen dat Rex niks meer hoefde te voelen van zijn tijd onder de droger ging hij terug in de tijd om Emmet te redden van zijn 'ondergang'. Omdat Emmet overtuigd is van zijn plan om zijn vrienden te redden is Rex teleurgesteld en besluit Emmet naar diezelfde kille plek te brengen die hemzelf heeft verhard. Met een katapult belandt Emmet onder de droger. Ondertussen is het weer zover: Finn en Bianca maken weer ruzie, moeder is dit zat en zegt de twee hun werelden te moeten opruimen, "Ah, ma grijpt in".
Zeer dramatisch worden beiden werelden in de opruimdoos gestopt. 
Met een trieste versie van Alles is echt super trekken ze Finn's aandacht, hij opent de opbergdoos en ziet het hart in stukken liggen. Finn herbouwt dit en besluit nu met Bianca samen te willen spelen. Al geërgerd probeert nu Rex Emmet echt te slopen, nét op tijd komt Lucy aan en verdwijnt Rex. 
De moeder van Finn en Bianca ziet ze samen spelen en kalmeert. Apocalypsestad en het Zusterstelsel worden samengevoegd om Zuspocalypsester te creëren. President Business keert terug van golf en vertelt Emmet dat hij alles goed heeft opgelost totdat Benny langs hem vliegt, waardoor hij vuur op zijn hoofd krijgt. Nadat hij een vuurwerkwinkel is ingerend, wordt President Business door vuurwerk uit het universum geworpen en uit het zicht geslingerd. Lucy herbouwt het huis van Emmet en ze gaan intrekken. Al zittend onthult Lucy de cover van het album van 'Alles is echt super', zij is mede verantwoordelijk voor de liederen. De film eindigt als Emmet dit ontdekt en langzaam en dramatisch naar adem snakt.

## Rolverdeling
| Personage                                                                                     | Stem (Amerikaans) | Stem (Nederlands)   | Stem (Vlaams)      |
| --------------------------------------------------------------------------------------------- | ----------------- | ------------------- | ------------------ |
| USA: Emmet Brickowski / Rex Dangervest NL: Emmet / Rex Gevarenvest BE: Emmet / Rex Gevarenhes | Chris Pratt       | Kees Tol (acteur)   | Sven De Ridder     |
| Lucy / Wyldstyle                                                                              | Elizabeth Banks   | Georgina Verbaan    | Ruth Beeckmans     |
| Bruce Wayne / Batman                                                                          | Will Arnett       | Gerard Ekdom        | Manou Kersting     |
| Aquaman                                                                                       | Jason Momoa       | Dylan Haegens       |                    |
| USA: Queen Watevra Wa'Nabi NL: Koningin Wiedanook Watdanook BE: Koningin Wattaki Kma'Wilzen   | Tiffany Haddish   | Berget Lewis        | Anne Mie Gils      |
| USA: General Sweet Mayhem NL & BE: Generaal Chaos                                             | Stephanie Beatriz | Holly Mae Brood     | Jasmine Jaspers    |
| Benny                                                                                         | Charlie Day       | Florus van Rooijen  | Gene Thomas        |
| USA & NL: Unikitty BE: UltraKatty                                                             | Alison Brie       | Pip Pellens         | Marie Vinck        |
| USA: MetalBeard NL & BE: Metaalbaard                                                          | Nick Offerman     | Simon Zwiers        | Peter Van De Velde |
| Bianca                                                                                        | Brooklynn Prince  | Kee Derwig          |                    |
| Finn                                                                                          | Jadon Sand        | Roman Derwig        |                    |
| Green Lantern                                                                                 | Jonah Hill        | Sander van der Poel | Jan Van Hecke      |
| Alfred                                                                                        | Ralph Fiennes     | Edward Reekers      | Warre Borgmans     |
| President Business / Finn's vader                                                             | Will Ferrell      | Frans Limburg       | Ron Cornet         |